# Leyla İlham qızı Əliyeva
Leyla İlham qızı Əliyeva (Mosca, 3 luglio 1984) è una giornalista azera, caporedattore della rivista "Baku", vicepresidente della Fondazione Heydər Əliyev e capo di rappresentanza dello stesso Fondo in Russia, coordinatrice generale del Forum della gioventù di Organizzazione della cooperazione islamica sul dialogo interculturale, presidentessa dell'Organizzazione giovanile azera in Russia - AMOR, fondatrice di IDEA - Iniziative del dialogo internazionale sulla protezione dell'ambiente. Figlia maggiore del Presidente dell'Azerbaigian İlham Əliyev e Primo Vice-Presidente d'Azerbaigian Mehriban Əliyeva, nipote di Heydar Aliyev, ex presidente dell'Azerbaigian.

## Biografia
È nata a Mosca nel 1984. Figlia del presidente dell'Azerbaigian İlham Əliyev, è cresciuta a Baku. Suo nonno, Heydər Əliyev è stato, in passato, presidente della nazione. Leyla ha ricevuto l'istruzione primaria e secondaria a scuola, proseguendo gli studi in Svizzera e nel Regno Unito, insieme con la sorella minore Arzu. Nel 2000, si è laureata iscrivendosi presso l'European Business School (ESB). Dal 2006 al 2008, ha studiato presso l'Università Statale di Mosca per le Relazioni Internazionali (MGIMO). Fino il 2010 era la presidentessa del club azero presso MGIMO.
Il 30 aprile 2006 ha sposato il vice presidente del Crocus Group, cantautore, imprenditore e musicista Emin. Dopo il matrimonio, la coppia si trasferì a Mosca, dove Əliyeva si dedicò in attività sociali.
Nel luglio 2011, le viene conferita la medaglia "Tərəqqi" (Progresso) per i suoi contributi allo sviluppo delle relazioni tra l'Azerbaigian e la Russia.
Il 1º novembre 2011, al ballo benefico annuale negli Stati Uniti, Children's Cancer & Blood Foundation, le viene assegnato il premio "Key to Life".
Nel maggio del 2015 ha annunciato tramite Instagram di aver divorziato da Emin. Il marito ha a sua volta dichiarato: «Restiamo amici e continuiamo a crescere i nostri figli insieme». Leyla Əliyeva è madre di tre figli: Ali, Mikail e Amina. Nel 2015, Leyla Əliyeva, insieme con i membri della sua famiglia ha compiuto alla Mecca, l'ʿumra, il cosiddetto pellegrinaggio minore, che obbliga ogni mussulmano a visitare il centro religioso saudita, almeno una volta nella vita.

## Carriera professionale

### Fondazione Heydər Əliyev
Leyla Əliyeva è vicepresidentessa della Fondazione Heydər Əliyev, un'organizzazione no-profit che svolge progetti di beneficenza, culturali e politici.
Dal 10 maggio 2007 ha diretto l'ufficio di rappresentanza della Fondazione in Russia. Nell'ambito di questi programmi, guida le iniziative di beneficenza, spesso con l'accento sul sostegno ai giovani svantaggiati.
Nel 2012 ha organizzato una mostra intitolata, "Vola a Baku", in cui sono state esposte opere di 21 artisti, tra cui erano presenti anche le sue opere. La mostra venne inaugurata a Londra, seguita da un'altra mostra a Parigi il 12 aprile 2012.
Nel 2016 Leyla Əliyeva e la Fondazione Heydər Əliyev hanno incominciato la maratona di Baku. Le entrate della maratona sono dirette verso il progetto della Fondazione Heydər Əliyev riguardanti ai bambini privi di cure parentali.

### Attività politica
Leyla Əliyeva è la coordinatrice generale del dialogo interculturale e cooperazione per il forum dei giovani dell'Organizzazione della cooperazione islamica (maggio 2008) e presidentessa dell'Organizzazione giovanile azera russa (AMOR).
È fondatrice e caporedattore della rivista Baku, rivista internazionale d'arte e moda all'avanguardia che genera e catalizza collaborazioni tra alcune delle più importanti menti creative del mondo e dell'Azerbaigian. La versione in lingua russa della rivista Baku fu pubblicata con successo in Russia a partire dal 2007. Nell'ottobre del 2011 è stata pubblicata a Londra la prima edizione in lingua inglese della rivista, mentre il 20 aprile 2012 è stata pubblicata per la prima volta in Italia, nella capitale. Oltre al Regno Unito, la rivista sarà disponibile anche in altri paesi, tra cui Francia e Stati Uniti.
Leyla Əliyeva promuove la cultura azera in Russia. È da molto tempo che è parte attiva nel lavoro con giovani azeri che studiano e vivono sia in Russia sia in Europa.
Ha inoltre avviato e condotto la campagna di sensibilizzazione internazionale "Giustizia per Xocalı, libertà per il Karabakh". Il 24 febbraio 2012 ha partecipato alla cerimonia di apertura del "Parco dell'Amicizia" inaugurando un monumento alle vittime del massacro di Xocalı nei pressi di Sarajevo, capitale della Bosnia ed Erzegovina.

### Ambientalismo
Leyla Əliyeva è la fondatrice dell'organizzazione IDEA, istituita nel 2011, il cui obiettivo è informare il pubblico sui problemi ambientali, l'attuazione di programmi educativi in cooperazione con i fondi ambientali internazionali.
In qualità di fondatrice e direttrice dell'iniziativa globale chiamato "International Dialogue for Environmental Action" o IDEA, incoraggia i giovani a vivere in armonia con il loro ambiente, scrivendo articoli sull'ambiente, in particolare quelli relativi al Causaso meridionale. Secondo Leyla, le questioni ambientali sono legate al cambiamento climatico, all'aumento delle emissioni di carbonio, all'aumento delle concentrazioni di gas serra nell'atmosfera, alla siccità e alle crisi umanitarie attive in diverse parti del mondo. Questi fatti non devono lasciare indifferenti le giovani generazioni.
I temi dell'ecologia e della protezione ambientale hanno sempre ricevuto un'attenzione speciale in Azerbaigian. In questa luce, Leyla Əliyeva promuove progetti su larga scala di giardinaggio, come per esempio nella città russa di Apšeronsk, la conservazione e la riabilitazione delle foreste, nonché miglioramenti nella gestione dei rifiuti e delle acque reflue, la qualità dell'aria e la protezione del Mar Caspio dall'inquinamento, migliorando la situazione ecologica nei territori inquinati dall'olio nella baia di Baku, la conservazione delle acque pulite e il miglioramento della qualità delle acque, la conservazione e il ripristino della diversità biologica, lo sviluppo delle infrastrutture dei parchi nazionali, ecc. L'IDEA sta lavorando su progetti educativi nel campo delle problematiche ambientali cercando i modi per affrontarle. L'organizzazione realizza anche importanti progetti internazionali in tutto il mondo.

### Ali and Nino
Leyla Əliyeva è stata la produttrice esecutiva del film Ali and Nino, scritto dallo sceneggiatore britannico Christopher Hampton e diretto dal regista britannico Asif Kapadia. Basato sul romanzo omonimo di uno scrittore azero, il film è stato presentato al Sundance Film Festival 2016.